# Klubowe Mistrzostwa Świata w piłce siatkowej mężczyzn 2012
Klubowe Mistrzostwa Świata w piłce siatkowej mężczyzn 2012 (oficjalna nazwa 2012 FIVB Men’s Volleyball Club World Championship) – 8. turniej o tytuł klubowego mistrza świata, który odbył się w dniach 13–19 października 2012 roku w Katarze w Dosze.

## System rozgrywek
Turniej składał się z dwóch rund, w trakcie których rozegrano 16 meczów.
W fazie grupowej stworzono dwie grupy (A i B). W każdej znalazły się po 4 zespoły. Rywalizacja w każdej grupie odbywała się systemem kołowym. Do fazy pucharowej awansowały po dwie najlepsze drużyny z każdej z grup. Zespoły z miejsc 3-4 zostały sklasyfikowane w tabeli końcowej turnieju na 5. miejscu.
W fazie finałowej odbyły się półfinały, mecz o 3. miejsce i finał. Pary półfinałowe zostały stworzone według wzoru:
A1 – B2
A2 – B1.
Przegrani półfinałów zagrali o 3. miejsce, natomiast wygrani zmierzyli się w finale. Zwycięzca meczu finałowego został klubowym mistrzem świata.

## Drużyny uczestniczące
| Drużyna             | Sposób awansu                             |
| ------------------- | ----------------------------------------- |
| Ar-Rajjan           | Gospodarz                                 |
| Al-Arabi Ad-Dauha   | klubowe mistrzostwo Azji                  |
| Zenit Kazań         | Zwycięstwo w Lidze Mistrzów               |
| Skra Bełchatów      | dzika karta (2. miejsce w Lidze Mistrzów) |
| Diatec Trentino     | dzika karta (3. miejsce w Lidze Mistrzów) |
| Zamalek             | klubowe mistrzostwo Afryki                |
| Tigres de la UANL   | reprezentant NORCECA                      |
| Sada Cruzeiro Vôlei | klubowe mistrzostwo Ameryki Południowej   |

## Hala sportowa
| Nazwa                       | Lokalizacja              | Pojemność |
| --------------------------- | ------------------------ | --------- |
| Al-Gharafa Sports Club Hall | Aspire Zone, Doha, Katar | 3000      |

## Faza grupowa

### Grupa A
Tabela
| Lp. | Drużyna           | Pkt | Mecze | Mecze   | Mecze   | Sety | Sety | Sety  | Małe punkty | Małe punkty | Małe punkty |
| Lp. | Drużyna           | Pkt | M     | W (3:2) | P (2:3) | wyg. | prz. | ratio | zdob.       | str.        | ratio       |
| --- | ----------------- | --- | ----- | ------- | ------- | ---- | ---- | ----- | ----------- | ----------- | ----------- |
| 1   | Diatec Trentino   | 7   | 3     | 3 (2)   | 0 (0)   | 9    | 4    | 2.250 | 300         | 261         | 1.149       |
| 2   | Sada Cruzeiro     | 7   | 3     | 2 (0)   | 1 (1)   | 8    | 4    | 2.000 | 290         | 246         | 1.179       |
| 3   | Ar-Rajjan         | 4   | 3     | 1 (0)   | 2 (1)   | 6    | 6    | 1.000 | 252         | 256         | 0.984       |
| 4   | Tigres de la UANL | 0   | 3     | 0 (0)   | 3 (0)   | 0    | 9    | 0.000 | 146         | 225         | 0.649       |

Źródło: 
Punktacja: 3:0 i 3:1 – 3 pkt; 3:2 – 2 pkt; 2:3 – 1 pkt; 1:3 i 0:3 – 0 pkt
Zasady ustalania kolejności: 1. liczba punktów, 2. liczba zwycięstw, 3. stosunek setów, 4. stosunek małych punktów, 5. bilans w bezpośrednich meczach
Legenda:   awans do półfinału
Wyniki
| Data  | Godz. | Drużyna 1       | Wynik | Drużyna 2         | 1     | 2     | 3     | 4     | 5     | Widzów | *  |
| ----- | ----- | --------------- | ----- | ----------------- | ----- | ----- | ----- | ----- | ----- | ------ | -- |
| 13.10 | 13:00 | Sada Cruzeiro   | 3:0   | Tigres de la UANL | 25:17 | 25:13 | 25:18 |       |       |        | P2 |
| 13.10 | 17:00 | Diatec Trentino | 3:2   | Ar-Rajjan         | 22:25 | 25:18 | 23:25 | 25:17 | 15:9  |        | P2 |
|       |       |                 |       |                   |       |       |       |       |       |        |    |
| 14.10 | 15:00 | Diatec Trentino | 3:0   | Tigres de la UANL | 25:15 | 25:15 | 25:20 |       |       |        | P2 |
| 14.10 | 17:00 | Sada Cruzeiro   | 3:1   | Ar-Rajjan         | 25:20 | 23:25 | 25:16 | 25:22 |       |        | P2 |
|       |       |                 |       |                   |       |       |       |       |       |        |    |
| 16.10 | 13:00 | Diatec Trentino | 3:2   | Sada Cruzeiro     | 25:23 | 24:26 | 26:24 | 19:25 | 21:19 |        | P2 |
| 16.10 | 17:00 | Ar-Rajjan       | 3:0   | Tigres de la UANL | 25:13 | 25:17 | 25:18 |       |       |        | P2 |

### Grupa B
Tabela
| Lp. | Drużyna           | Pkt | Mecze | Mecze   | Mecze   | Sety | Sety | Sety  | Małe punkty | Małe punkty | Małe punkty |
| Lp. | Drużyna           | Pkt | M     | W (3:2) | P (2:3) | wyg. | prz. | ratio | zdob.       | str.        | ratio       |
| --- | ----------------- | --- | ----- | ------- | ------- | ---- | ---- | ----- | ----------- | ----------- | ----------- |
| 1   | Skra Bełchatów    | 8   | 3     | 3 (1)   | 0 (0)   | 9    | 3    | 3.000 | 274         | 248         | 1.105       |
| 2   | Zenit Kazań       | 7   | 3     | 2 (0)   | 1 (1)   | 8    | 4    | 2.000 | 281         | 242         | 1.161       |
| 3   | Al-Arabi Ad-Dauha | 3   | 3     | 1 (0)   | 2 (0)   | 5    | 6    | 0.833 | 244         | 250         | 0.976       |
| 4   | Zamalek SC        | 0   | 3     | 0 (0)   | 3 (0)   | 0    | 9    | 0.000 | 171         | 230         | 0.743       |

Źródło: 
Punktacja: 3:0 i 3:1 – 3 pkt; 3:2 – 2 pkt; 2:3 – 1 pkt; 1:3 i 0:3 – 0 pkt
Zasady ustalania kolejności: 1. liczba punktów, 2. liczba zwycięstw, 3. stosunek setów, 4. stosunek małych punktów, 5. bilans w bezpośrednich meczach
Legenda:   awans do półfinału
Wyniki
| Data  | Godz. | Drużyna 1         | Wynik | Drużyna 2         | 1     | 2     | 3     | 4     | 5     | Widzów | *  |
| ----- | ----- | ----------------- | ----- | ----------------- | ----- | ----- | ----- | ----- | ----- | ------ | -- |
| 13.10 | 15:00 | Skra Bełchatów    | 3:0   | Zamalek SC        | 27:25 | 25:19 | 28:26 |       |       |        | P2 |
| 14.10 | 13:00 | Al-Arabi Ad-Dauha | 1:3   | Zenit Kazań       | 22:25 | 22:25 | 31:29 | 18:25 |       |        | P2 |
|       |       |                   |       |                   |       |       |       |       |       |        |    |
| 15.10 | 8:00  | Al-Arabi Ad-Dauha | 3:0   | Zamalek SC        | 25:19 | 25:16 | 25:20 |       |       |        | P2 |
| 15.10 | 17:00 | Zenit Kazań       | 2:3   | Skra Bełchatów    | 25:21 | 23:25 | 25:17 | 19:25 | 10:15 |        | P2 |
|       |       |                   |       |                   |       |       |       |       |       |        |    |
| 17.10 | 13:00 | Zenit Kazań       | 3:0   | Zamalek SC        | 25:13 | 25:19 | 25:14 |       |       |        | P2 |
| 17.10 | 17:00 | Skra Bełchatów    | 3:1   | Al-Arabi Ad-Dauha | 25:17 | 25:17 | 16:25 | 25:17 |       |        | P2 |

## Faza finałowa

### Drabinka
|  |                     |                     |                     |                     |   |                 |                 |       |
|  | Półfinały           | Półfinały           | Półfinały           |                     |   | Finał           | Finał           | Finał |
|  | Półfinały           | Półfinały           | Półfinały           |                     |   | Finał           | Finał           | Finał |
|  |                     |                     |                     |                     |   |                 |                 |       |
|  |                     |                     |                     |                     |   |                 |                 |       |
|  | Diatec Trentino     | Diatec Trentino     | 3                   |                     |   |                 |                 |       |
|  | Diatec Trentino     | Diatec Trentino     | 3                   |                     |   |                 |                 |       |
|  | Zenit Kazań         | Zenit Kazań         | 0                   |                     |   |                 |                 |       |
|  | Zenit Kazań         | Zenit Kazań         | 0                   |                     |   | Diatec Trentino | Diatec Trentino | 3     |
|  |                     |                     |                     |                     |   | Diatec Trentino | Diatec Trentino | 3     |
|  |                     |                     | Sada Cruzeiro Vôlei | Sada Cruzeiro Vôlei | 0 |                 |                 |       |
|  | Skra Bełchatów      | Skra Bełchatów      | Sada Cruzeiro Vôlei | Sada Cruzeiro Vôlei | 0 | 2               |                 |       |
|  | Skra Bełchatów      | Skra Bełchatów      |                     |                     |   |                 |                 |       |
|  | Sada Cruzeiro Vôlei | Sada Cruzeiro Vôlei | 3                   |                     |   |                 |                 |       |
|  | Sada Cruzeiro Vôlei | Sada Cruzeiro Vôlei | 3                   | Mecz o 3. miejsce   |   |                 |                 |       |
|  |                     |                     |                     |                     |   |                 |                 |       |
|  |                     |                     |                     |                     |   |                 |                 |       |
|  |                     |                     |                     |                     |   |                 |                 |       |
|  | Skra Bełchatów      | Skra Bełchatów      | 3                   |                     |   |                 |                 |       |
|  | Skra Bełchatów      | Skra Bełchatów      | 3                   |                     |   |                 |                 |       |
|  | Zenit Kazań         | Zenit Kazań         | 2                   |                     |   |                 |                 |       |
|  | Zenit Kazań         | Zenit Kazań         | 2                   |                     |   |                 |                 |       |

### Półfinały
| Data  | Godz. | Drużyna 1       | Wynik | Drużyna 2     | 1     | 2     | 3     | 4     | 5    | Widzów | *  |
| ----- | ----- | --------------- | ----- | ------------- | ----- | ----- | ----- | ----- | ---- | ------ | -- |
| 18.10 | 13:00 | Diatec Trentino | 3:0   | Zenit Kazań   | 25:14 | 25:20 | 25:14 |       |      |        | P2 |
| 18.10 | 17:00 | Skra Bełchatów  | 2:3   | Sada Cruzeiro | 21:25 | 25:23 | 25:27 | 25:23 | 9:15 |        | P2 |

### Mecz o 3. miejsce
| Data  | Godz. | Drużyna 1      | Wynik | Drużyna 2   | 1     | 2     | 3     | 4     | 5     | Widzów | *  |
| ----- | ----- | -------------- | ----- | ----------- | ----- | ----- | ----- | ----- | ----- | ------ | -- |
| 19.10 | 13:00 | Skra Bełchatów | 3:2   | Zenit Kazań | 25:18 | 18:25 | 15:25 | 26:24 | 15:11 |        | P2 |

### Finał
| Data  | Godz. | Drużyna 1       | Wynik | Drużyna 2     | 1     | 2     | 3     | 4 | 5 | Widzów | *  |
| ----- | ----- | --------------- | ----- | ------------- | ----- | ----- | ----- | - | - | ------ | -- |
| 19.10 | 17:00 | Diatec Trentino | 3:0   | Sada Cruzeiro | 25:18 | 25:15 | 29:27 |   |   |        | P2 |

## Klasyfikacja końcowa
| Miejsce | Drużyna             |
| ------- | ------------------- |
| złoto   | Diatec Trentino     |
| srebro  | Sada Cruzeiro Vôlei |
| brąz    | Skra Bełchatów      |
| 4.      | Zenit Kazań         |
| 5.      | Ar-Rajjan           |
| 5.      | Al-Arabi Ad-Dauha   |
| 5.      | Zamalek             |
| 5.      | Tigres de la UANL   |

## Nagrody indywidualne
| Najlepszy zawodnik (MVP)            | Najlepiej punktujący                     | Najlepiej atakujący         | Najlepiej blokujący                  | Najlepiej serwujący                    | Najlepiej rozgrywający               | Najlepiej przyjmujący                 | Najlepszy libero                      |
| ----------------------------------- | ---------------------------------------- | --------------------------- | ------------------------------------ | -------------------------------------- | ------------------------------------ | ------------------------------------- | ------------------------------------- |
| Osmany Juantorena (Diatec Trentino) | Aleksandar Atanasijević (Skra Bełchatów) | Jan Štokr (Diatec Trentino) | Emanuele Birarelli (Diatec Trentino) | Wallace de Souza (Sada Cruzeiro Vôlei) | William Arjona (Sada Cruzeiro Vôlei) | Sérgio Nogueira (Sada Cruzeiro Vôlei) | Sérgio Nogueira (Sada Cruzeiro Vôlei) |